# Alexia Hauf
Alexia Hauf (* 18. Juli 1998 in Templin) ist eine deutsche Handballspielerin, die beim Bundesligisten HSG Blomberg-Lippe unter Vertrag steht.

## Karriere

### Im Verein
Hauf begann das Handballspielen in ihrer Geburtsstadt beim Templiner SV Lok 1951. Im Oktober 2012 wechselte die Außenspielerin zum Frankfurter Handball Club. In Frankfurt lief sie als B-Jugendliche in der A-Jugend auf. Im Jahr 2015 stand sie mit der A-Jugend im Viertelfinale der deutschen Meisterschaft. Anschließend wechselte sie zum Buxtehuder SV. Mit der A-Jugend des BSV gewann sie 2016 und 2017 die deutsche Meisterschaft. Weiterhin lief Hauf mit der 2. Damenmannschaft in der 3. Liga auf. Im Februar 2018 zog sie sich in einer Trainingseinheit einen Kreuzbandriss zu.
Hauf schloss sich im Sommer 2018 dem Zweitligisten HL Buchholz 08-Rosengarten an. Mit dem Verein gewann sie 2019 die Zweitligameisterschaft und stieg 2020 in die Bundesliga auf. Sie stand mit Rosengarten im Finale des DHB-Pokals 2020/21. Zur Saison 2022/23 wechselte sie zur HSG Blomberg-Lippe.

### In Auswahlmannschaften
Hauf lief für die Kreis- und für die Brandenburgauswahl auf. Hauf gab am 2. November 2022 ihr Länderspieldebüt für die deutsche Nationalmannschaft, in dem sie drei Treffer gegen Rumänien erzielte. Im selben Jahr nahm sie mit der deutschen Auswahl an der Europameisterschaft teil. Im Turnierverlauf erzielte Hauf drei Treffer in sechs Partien.